# Calanopia elliptica
Calanopia elliptica är en kräftdjursart som först beskrevs av James Dwight Dana 1849.  Calanopia elliptica ingår i släktet Calanopia och familjen Pontellidae. Inga underarter finns listade i Catalogue of Life.